# Jean Richafort
Jean Richafort (1480 - 1547) fou un compositor belga de mitjan segle XVI deixeble de Josquin Des Prés i mestre de capella de l'església de Sant Egidi, de Bruges, de 1543 a 1547.
Per la seva tècnica i per la seva inspiració, Richafort és un dels compositors de segon orde més distingit de la seva època, coneixent-se d'ell dues misses i un rèquiem a 4 veus, publicades les dues primeres en el Liber XV missarum de Mòdena (1532) i l'últim en el Liber X missarum d'en Johannes Petreius (1539, així com diversos motets en diverses antologies.
Altres de les seves obres, la major part, restaren manuscrites i existeixen en la Biblioteca Reial de Brussel·les i en la capella pontifical de Roma.